# Thủy quân Hoàng gia Lào
Thủy quân Hoàng gia Lào (tiếng Pháp: Marine Royale Laotienne – MRL) là quân chủng thủy quân thuộc Lực lượng Vũ trang Hoàng gia Lào (FAR) và là lực lượng thủy quân chính thức của Chính phủ Hoàng gia Lào và Vương quốc Lào trong cuộc nội chiến Lào từ năm 1960 đến 1975.

## Lịch sử
Thủy quân Lào (tiếng Pháp: Marine Laotienne) lần đầu tiên được thành lập vào ngày 28 tháng 1 năm 1955 như một thành phần thủy quân của Quân đội Quốc gia Lào, ban đầu được các sĩ quan người Pháp huấn luyện và bố trí. Phần lớn là lực lượng tuần giang vì Lào là quốc gia duy nhất của khu vực Đông Nam Á không giáp biển và được bao quanh bởi đất liền. Lực lượng thủy quân Lào mới mẻ này được cho là do nước ngoài cung cấp vào thời điểm đó với một số lượng nhỏ tàu tuần giang bọc thép STCAN cũ của Hải quân Pháp và tàu hộ tống FOM chỉ dùng trong suốt cuộc chiến tranh Đông Dương lần thứ nhất.

## Cơ cấu
Thủy quân Hoàng gia Lào cùng với Không quân Hoàng gia Lào và Lục quân Hoàng gia Lào đều được đặt dưới sự kiểm soát của Bộ Quốc phòng tại Viêng Chăn. Đến tháng 4 năm 1975, tổng quân số của Thủy quân Hoàng gia Lào đã gia tăng gấp vượt bậc với khoảng 500 hạ sĩ quan và thủy thủ của một đội tàu trên sông gồm 36 tàu, được phân chia kể từ giữa những năm 1950 thành một liên đội tuần tra (tiếng Pháp: Escadrille Fluviale du Haut Mekong – EFHM) và một phần tàu vận tải cỡ liên đội (tiếng Pháp: Section de Transports Fluviaux du Laos – STFL). Thủy quân Hoàng gia Lào nhận được sự hỗ trợ chủ yếu là từ Pháp, Thái Lan và Mỹ, quốc gia đã cung cấp 20 tàu tuần tra sông PBR Mk 1 và 2 "Bibber" và 16 tàu đổ bộ LCM (8) để trang bị cho đội tàu dùng trên sông nhỏ. 

## Quân phục và phù hiệu
Trong thập niên 1960 và đầu thập niên 1970, các sĩ quan thủy quân bắt đầu mặc quân phục màu rừng OG-107 do Mỹ viện trợ hoặc những bản sao do Lào làm ra; ngoài ra họ cũng mặc những phiên bản của Thái Lan và Việt Nam Cộng hòa.

### Quân hàm
Sau năm 1961, sĩ quan cấp cao và cấp thấp của Thủy quân Hoàng gia Lào (tiếng Pháp: Officiers supérieurs et officiers subalternes) sử dụng cấp hiệu quân hàm của họ trên cầu vai tháo được giống hệt với mẫu dựa theo tiêu chuẩn mới của Quân đội Hoàng gia Lào, trong khi những viên hạ sĩ quan (tiếng Pháp: Officiers mariniers) mang lon trên tay áo trên hoặc những thanh chéo trên tay áo dưới. Thủy thủ (tiếng Pháp: matelots) không đeo phù hiệu.
- Sip – Lính thủy (không phù hiệu)
- Phakhianna Irüartrï – Hạ sĩ (một lon màu trắng rộng gắn lên tay áo trên)
- Phakhiannaïrüarthõ – Trung sĩ (ba thanh chéo màu trắng trên tay áo dưới)
- Phakhiannaïrüarëk – Thượng sĩ (ba thanh chéo màu vàng trên tay áo dưới)
- Rüatrï – Thiếu úy (một ngôi sao vàng năm cánh)
- Rüathõ – Trung úy (hai ngôi sao vàng năm cánh)
- Rüaëk – Đại úy (ba ngôi sao vàng năm cánh)
- Phãvãtri – Thiếu tá (một ngôi sao năm cánh lồng vào một đĩa vàng)
- Phãvãthõ – Trung tá (hai ngôi sao năm cánh, một lồng vào một đĩa vàng)